# 24a edició dels Premis Sant Jordi de Cinematografia
La 24a edició dels Premis Sant Jordi de Cinematografia va tenir lloc el 24 d'abril de 1980, patrocinada pel "Cine Forum" de RNE a Barcelona fundat per Esteve Bassols Montserrat i Jordi Torras i Comamala. L'entrega de premis va tenir lloc al Saló Mare de Déu de Montserrat del Palau de la Generalitat de Catalunya amb la presència del conseller d'ensenyament i cultura de la Generalitat de Catalunya Pere Pi-Sunyer i Bayo, juntament amb el delegat del Ministeri de Cultura José de la Rosa Alemany, el director de RNE i TVE a Barcelona Jorge Arandes, la directora de joventut de la Generalitat Rosa Maria Carrasco i Azemar, el secretari general de RNE a Barcelona, José Pascual Benedí, el subdirector de TVE Catalunya Joan Munsó i Cabús i el subdirector dels serveis econòmics i de personal de RTVE Joan Viñas i Bona. Lola Herrera va recollir el premi en nom de Rafaela Aparicio i Jaume Figueras en nom de del Círculo A, promotor de les sales de cinema premiades.

## Premis Sant Jordi
| Categoria                       | Premiat                              | Labor premiada                       |
| ------------------------------- | ------------------------------------ | ------------------------------------ |
| Millor pel·lícula espanyola     | La veritat sobre el cas Savolta      | Pel·lícula                           |
| Millor pel·lícula estrangera    | El timbal de llauna                  | Volker Schlöndorff                   |
| Millor interpretació espanyola  | Rafaela Aparicio                     | Mamá cumple cien años                |
| Millor interpretació estrangera | Klaus Kinski                         | Woyzeck Nosferatu: Phantom der Nacht |
| Millor pel·lícula infantil      | La flauta dels sis barrufets         |                                      |
| Premi a la millor sala especial | Cine Ars, Cine Alexis, CAPSA i Maldà | -                                    |
| Millor curtmetratge espanyol    | Laberint                             | Agustí Villaronga                    |
| Millor curtmetratge estranger   | Harpya                               | Raoul Servais                        |
| Premi Especial del Jurat        | Josep Sagré i Pera                   | Especial dedicació al cinema         |